# Joaquín Capapé Comella
Joaquín Capapé Comella (Alcanyís, 1787 - Puerto Rico, 25 de desembre de 1827) va ser un militar aragonès del segle xix, de tendència política absolutista, conegut com El Royo de Alcañiz.
El seu nom apareix per primer cop en la insurrecció de caràcter absolutista encapçalada per Luis Fernández de Córdova l'agost de 1822. Amb Georges Bessières va protagonitzar accions a Calanda i Alcanyís i posà setge a Terol. El 1823 va fer d'avançada dels Cent Mil Fills de Sant Lluís i assolí el grau de mariscal de camp. Tanmateix, un cop reposat el poder absolutista de Ferran VII d'Espanya no li foren reconeguts els seus mèrits. Això va accentuar el seu absolutisme i començà a participar en diverses conspiracions. El 1824 es va implicar en una revolta que pretenia un aixecament a Saragossa de caràcter absolutista radical. Tot i fracassar, el fer d'estar implicats personalitats importants com el germà del rei, Carles Maria Isidre de Borbó, li va permetre sortir-ne sense condemna. La seva pista es perd des de llavors.